# Люціан Семенський
Люціан Іполіт (Гиполіт) Семенський (Семеньський) (пол. Lucjan Hipolit Siemieński; 13 серпня 1807, Кам'яна Гора — 27 листопада 1877, Краків) — польський поет, письменник, літературний критик і перекладач, учасник Листопадового повстання (1830 року).

## Біографія
1838 року Семенський емігрував до Франції, рятуючись від арешту. Там він приєднався до польського демократичного товариства.
1848 року він оселився в Кракові, де приєднався до консервативних кіл, що видавали щоденну газету «Czas» («Час»; в 1856—1860 роках він був редактором літературного додатка газети) і «Przegląd Polski» («Польський огляд»). Він був одним із засновників і членом Академії знань.
Автор численних віршів, на які він був натхненний польським і українським фольклором, писав есе, казки, нариси, а також біографічні, історичні та літературні твори. Переклав польською «Одіссею» Гомера, «Слово о полку Ігоревім», Краледворський рукопис, тексти Мікеланджело (в збірнику «Poezye Michała — Anioła Buonarrotego»), Горація, українські народні пісні.
1881 року його останки були перенесені в Скалку і поміщені в Усипальню великих поляків.